# Пістолет Страдіварі
«Пістолет Страдіварі» — українсько-російський повнометражний фільм Олексія Луканєва.

## Про фільм
Одеський ділок Марфела шантажем змушує приїжджого хлопця Микиту взятися за роботу, яку вважає суцільним задоволенням: потрібно скомпрометувати його дружину, щоб Марфела міг розлучитися і без втрат одноосібно успадкувати мільярди свого вмираючого брата. Микита спокушає жінку, але отримує від неї зустрічну пропозицію: Олена просить убити тирана-чоловіка. Марфела теж вимагає ліквідації підступної дружини. Оба подружжя обсипають Микиту погрозами, не відаючи, що він зовсім не той, за кого себе видає…